# Geelwitte klaver
Geelwitte klaver (Trifolium ochroleucon) is een overblijvende plant uit de vlinderbloemenfamilie (Leguminosae). De soort komt van nature voor in Zuid- en Midden-Europa, Zuidwest-Azië en Noord-Afrika en is inheems in Wallonië. Het aantal chromosomen is 2n = 16.
De plant wordt 15-50 cm hoog en heeft een kruipende of schuin opgaande, vrij dunne, vaak vertakte "wortelstok". De vrij dunne, ruig afstaand behaarde stengel is meestal rechtopstaand en alleen opgaand aan de basis. Ze heeft drie tot vijf internodiën. De bladstelen zijn behaard, dun, de onderste lang, de bovenste zeer kort. Het frisgroene blad is drietallig. De blaadjes zijn langwerpig-elliptisch tot lancetvormig, gewoonlijk 1,5-3 cm lang en 5-8 mm breed, stomp tot uitgerand, met veel zwakke, tamelijk rechte, met enigszins netvormige nerven, bijna gaafrandig en aan beide kanten zijdeachtig behaard. De steunblaadjes zijn vrij klein, lancetvormig, de onderste voor een groot deel vergroeid tot een tuitje, lichtbruin met groene nerven en dicht zijdeachtig behaard. Het niet vergroeide deel is priemvormig en gewimperd. 
Geelwitte klaver bloeit in juni en juli met geelwitte of soms roze, 1-2 cm grote bloemen. De eivormige tot kort cilindrische, 1,5-3 cm grote bloeiwijze is een meestal alleenstaand hoofdje. De kelkbuis is trechtervormig, met tien nerven, stijf behaard en heeft een door een uitstulping afgesloten keel. De groene kelktanden zijn lancetvormig, drieaderig en stijf op het moment van vruchtvorming. De onderste is langer, de bovenste korter dan de kelkbuis. De kroon is veel langer dan de kelk. De vlag is lancetvormig, naar boven gebogen en twee keer zo lang als de zwaarden en de kiel.
De vrucht is een eivormige peul. De bruinachtige zaden zijn relatief klein en ovaal.

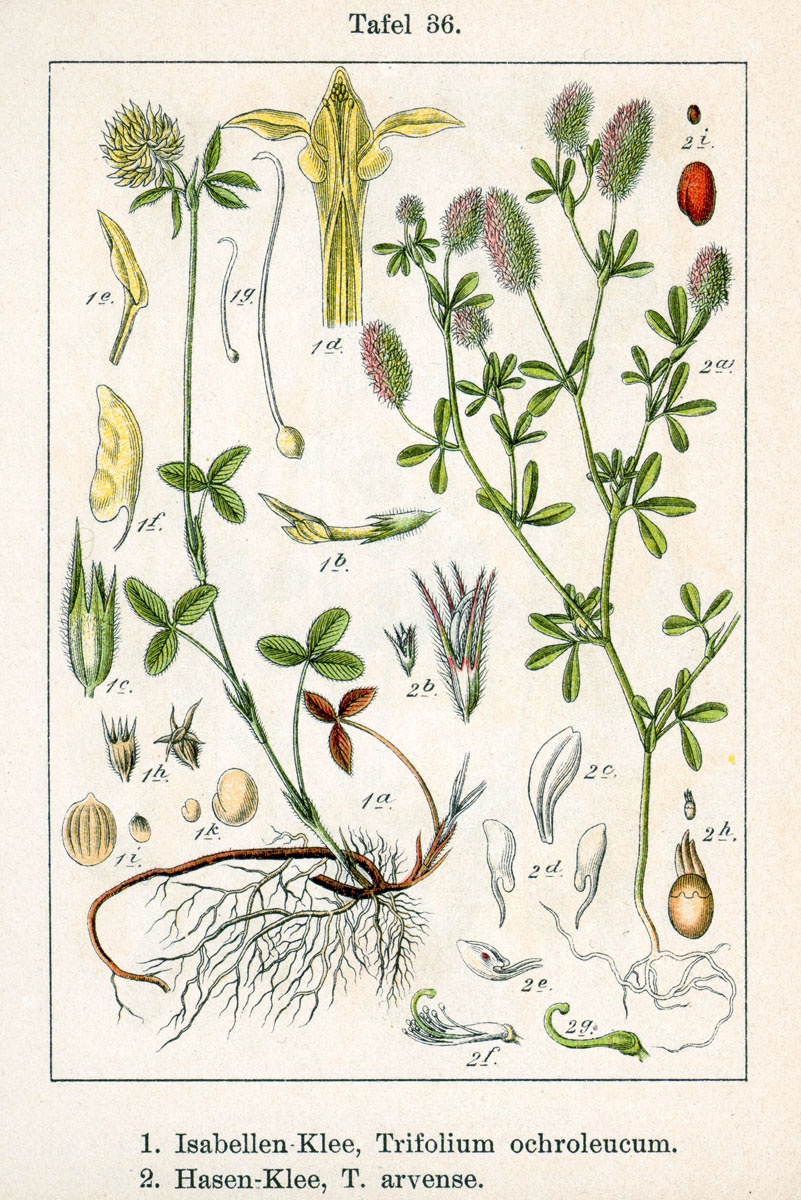
Illustratie door Jacob Sturm
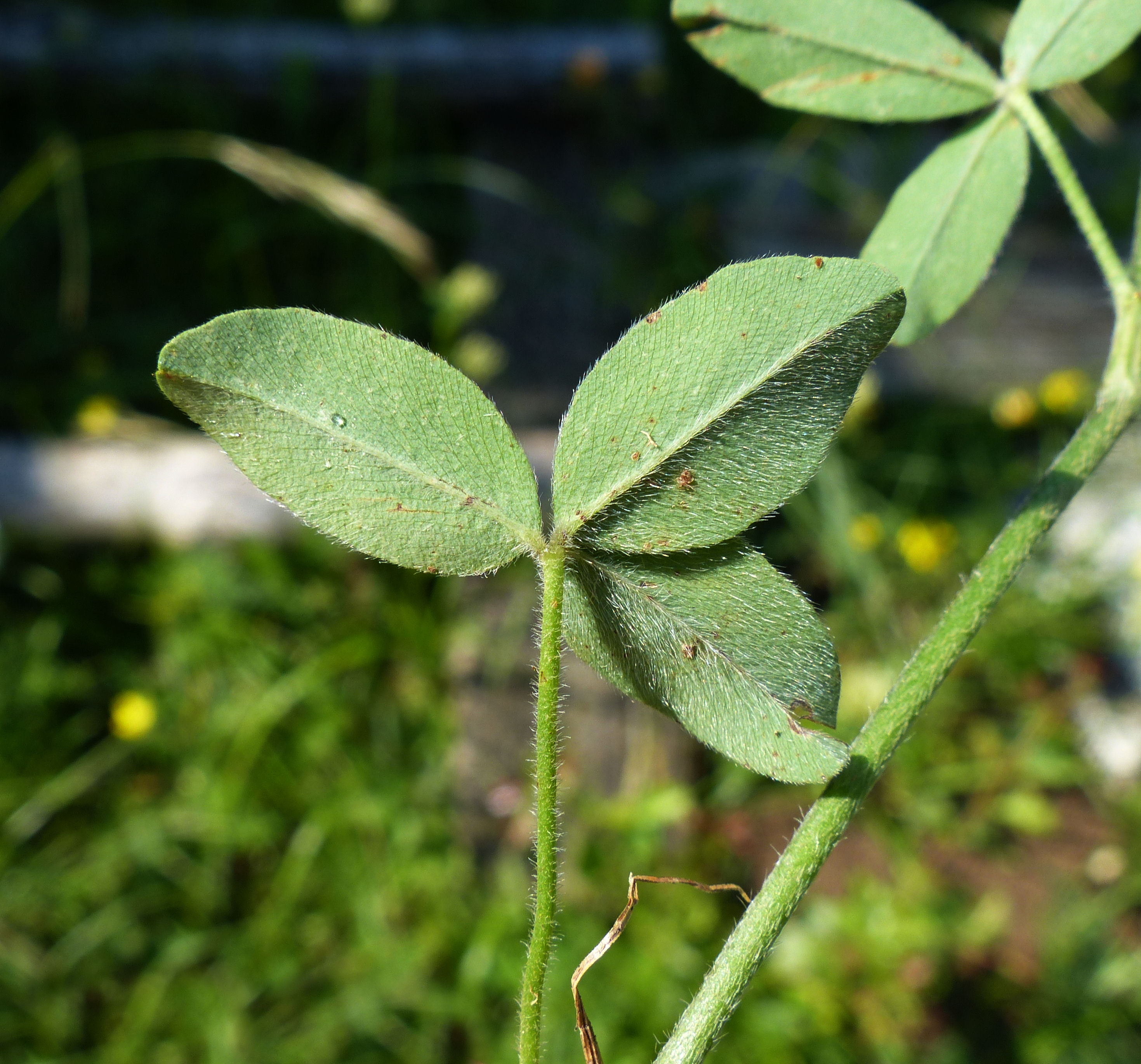
Achterkant blad
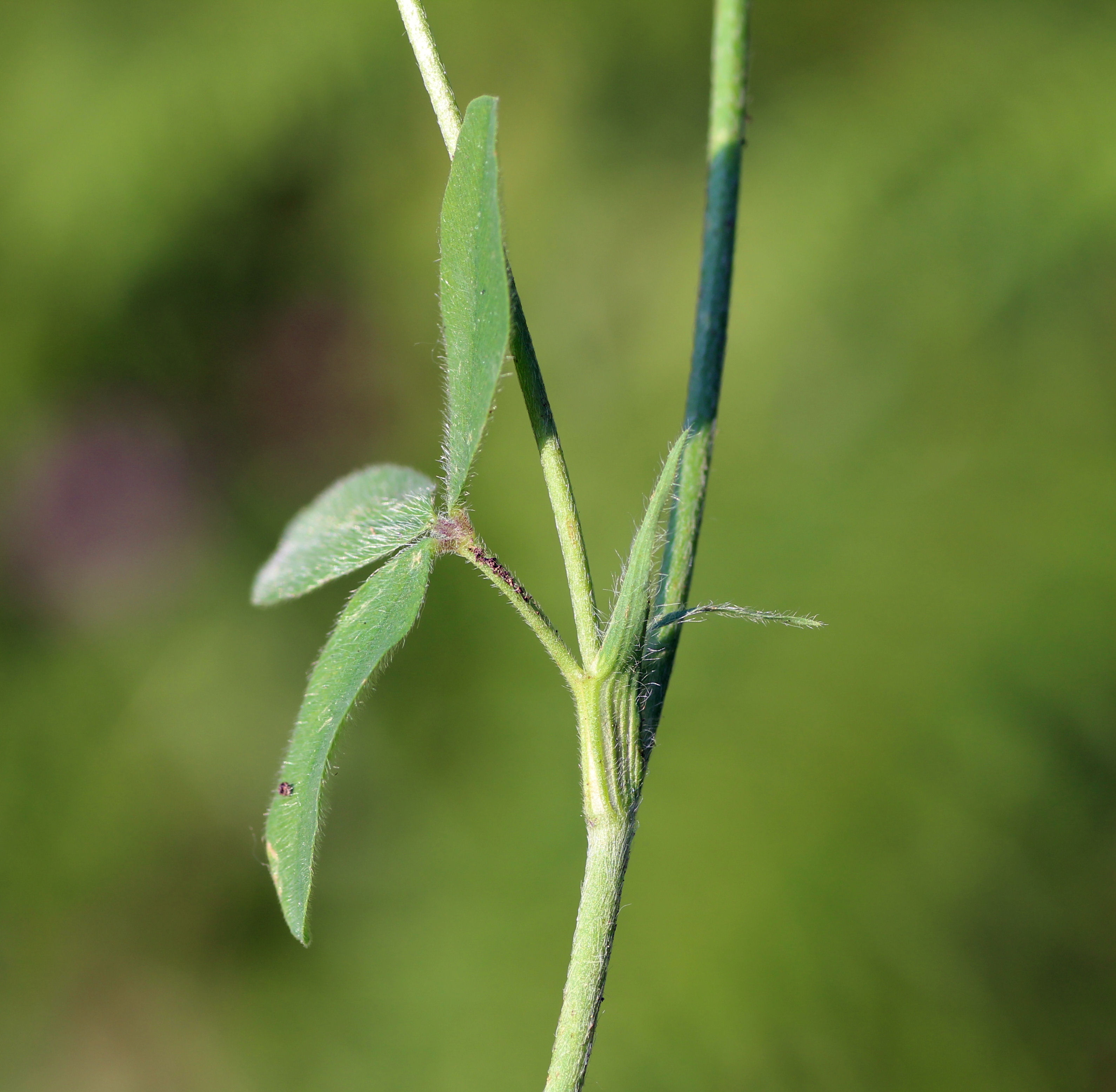
Steunblaadjes
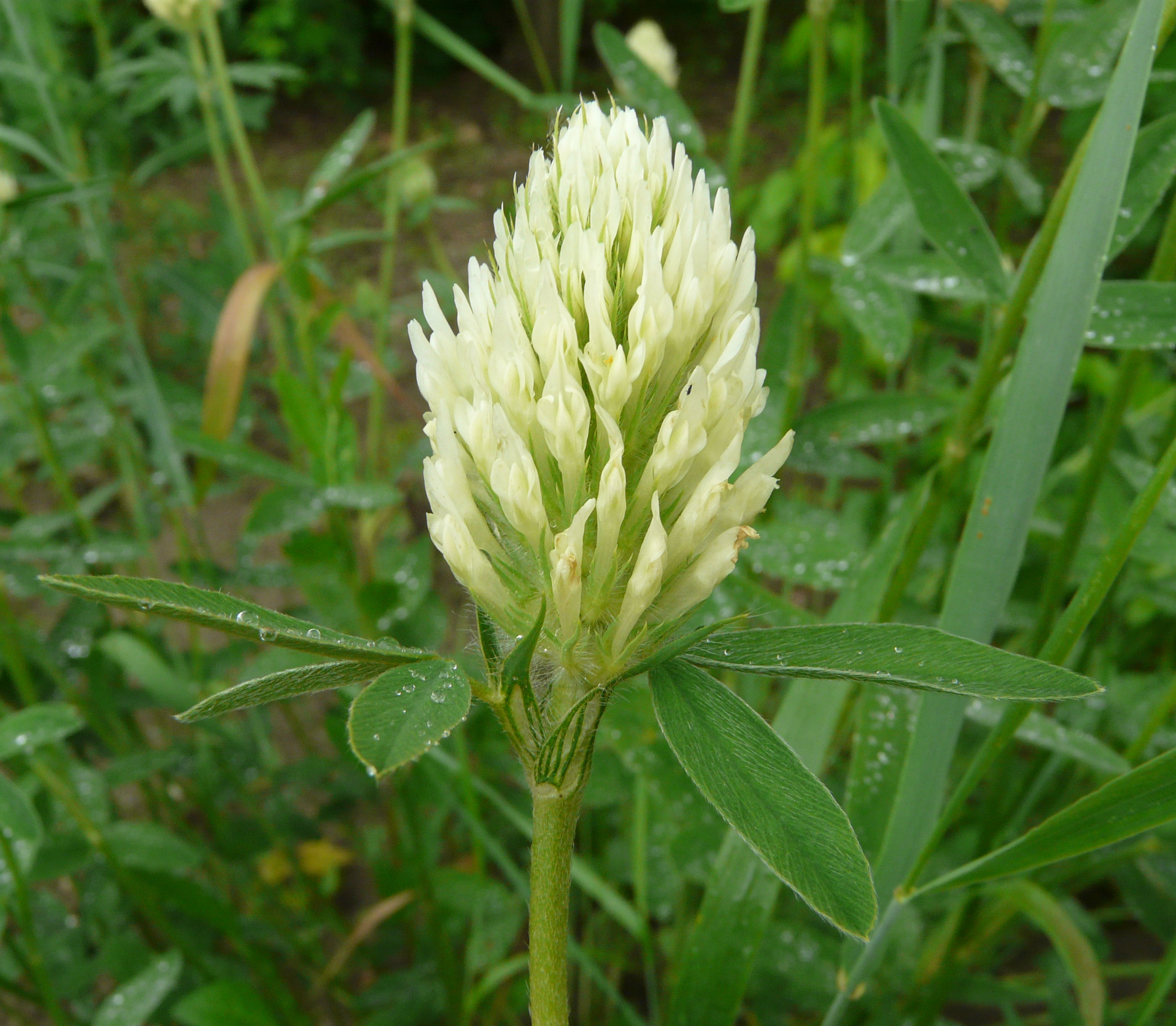
Hoofdje
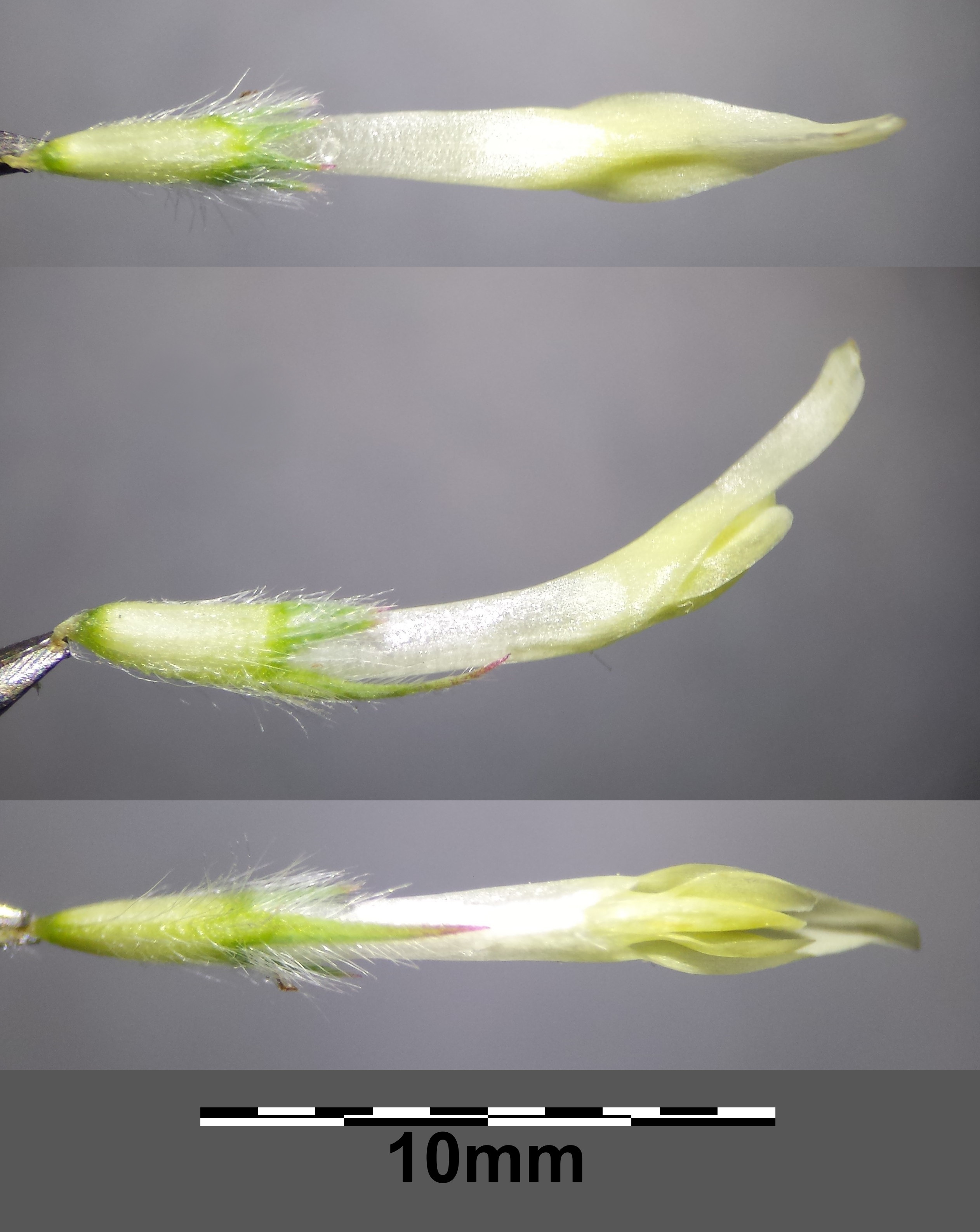
Bloem
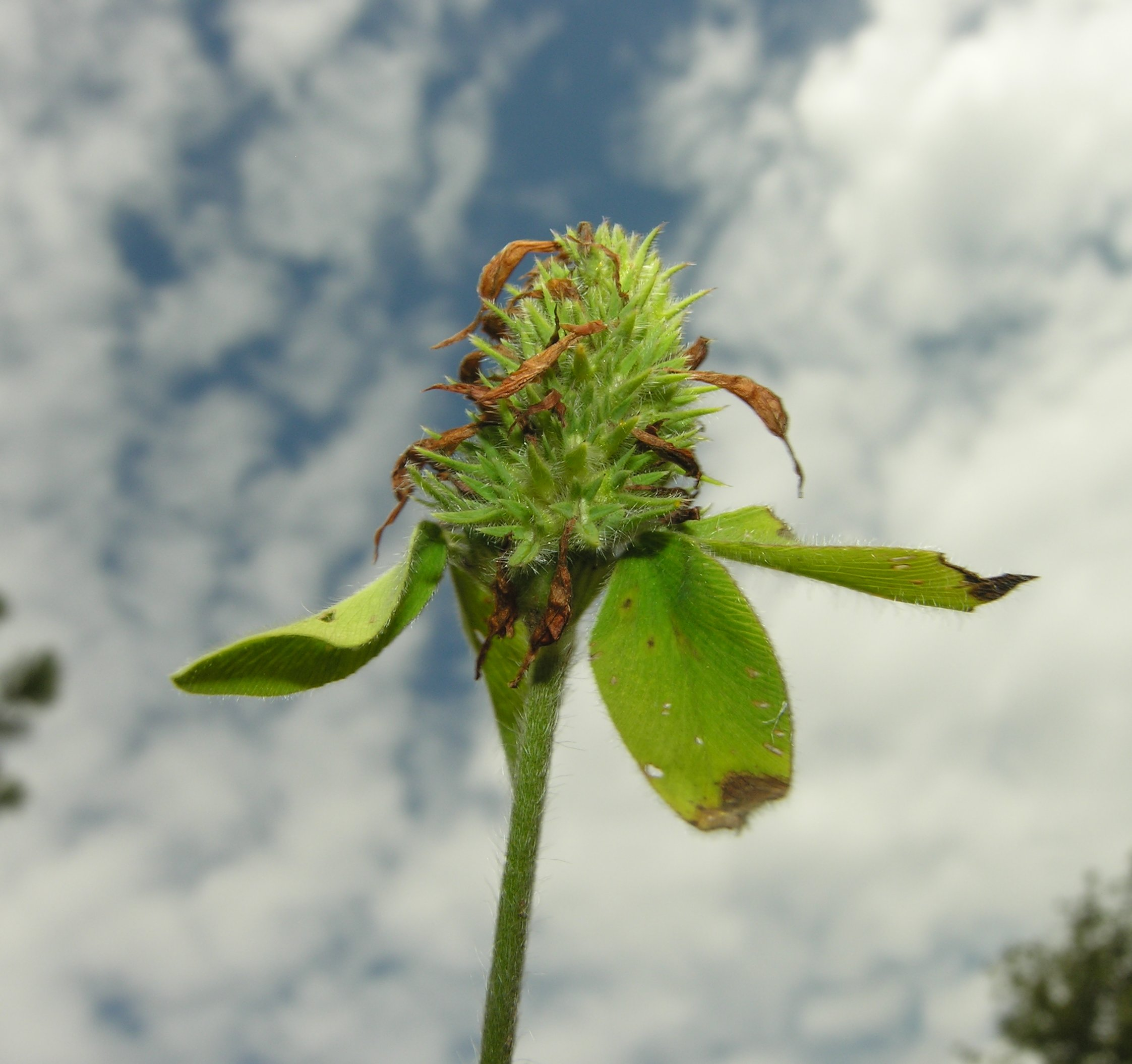
Kelktanden

Geelwitte klaver komt voor op vochtige, kalkrijke, meestal zware, kleiige grond in grasland en bosranden.